# ガチ桜
「ガチ桜」（ガチざくら）は、湘南乃風の10枚目のシングルである。2010年2月10日発売。発売元はトイズファクトリー。

## 概要
- 前作から約1年振りとなるシングル。

## 収録曲
1. ガチ桜
（作詞：湘南乃風 / 作曲：Masakatsu “Mar-D” Motohara、湘南乃風 / 編曲：湘南乃風、Masakatsu “Mar-D” Motohara）
映画『交渉人 THE MOVIE タイムリミット高度10,000mの頭脳戦』主題歌
PVには草刈麻有と田中要次が出演。また、バックダンサーとして、文化学院の生徒が参加した。
2. Earthquake
（作詞・作曲・編曲：湘南乃風）
3. Concrete Jungle
（作詞・作曲・編曲：湘南乃風）